# 아람회 사건
아람회 사건은 학생, 교사 ,대학강사 등 10여명이 1981년 5월 17일 대전에서 김모씨의 딸 아람의 백일잔치에
모여 국가변란 목적의 반국가단체를 구성했다고 하는 전두환 정부의 공안 사건이다.

## 재판
대전지방법원은 1982년 2월 공소사실을 인정하여 피고인들에게 모두 유죄를 인정했으나 서울고등법원은 항소심 선고공판에서 "국가보안법에서 말하는 국가변란목적은 정부전복후 새로운 정부수립을 구체적으로 구상함을 요한다"고 하면서 박해전 등 피고인 6명에게 1심판결을 깨고 국가보안법에 대해 무죄를 선고하면서 반공법, 집시법위반 등 공소사실을 유죄로 인정하여 박해전(27세 숭전대 철학과 4학년) 징역6년 자격정지6년, 황보윤식(33세 대전공업기술교 교사) 징역4년 자격정지4년, 정해숙(48세 서울 봉천국민학교 교사) 징역3년 자격정지3년, 김창근(27 천안경찰서 순경) 징역1년6월 자격정지1년6월, 이재권(26세 금산새마을금고 직원) 징역1년6월 자격정지1년6월 집행유예3년, 김현칠(27세 금산지청 고용원) 징역1년6월 자격정지1년6월 집행유예3년을 선고했다.
대법원은 1982년 10월 19일 상고심에서 "피고인들이 아람회를 구성할 때까지 이미 정부전복 목적과 그 방법 및 임무분담내용을 정했으며 이에 따라 활동하기로 결정함으로써 국가변란목적의 불법 비밀결사를 계 형식으로 위장하여 조직한 사실이 인정된다"며 국가보안법상 반국가단체 구성에 대해 무죄를 선고한 원심을 파기했고 서울고등법원의 파기환송심을 열고 박해전 징역10년 자격정지10년, 황보윤식 징역7년 자격정지7년, 정해숙 징역5년 자격정지5년, 김창근 징역1년6월 자격정지1년6월을 선고했고 대법원은 1983년 6월 22일에 피고인들의 상고를 기각하고 형을 확정했다.

2007년 7월에 진실과 화해를 위한 과거사 정리위원회는 진상조사를 통해 "지심이 필요하다"는 결정을 내렸고 2009년 5월 박해전 등에게 무죄를 선고했다. 또 민사소송에서 "국가는 피고인과 그 가족에게 184억원을 배샹해야 한다"고 판결했다.
1심인 대전지방법원에서 배석판사로 재판에 참여한 이인제는 "판사에 부임한지 얼마 지나지 않은 말석 판사라서 영향을 미칠 입장이 아니었다"며 "아픔을 같이 한다"고 말했다.